# Гребля Вайонт

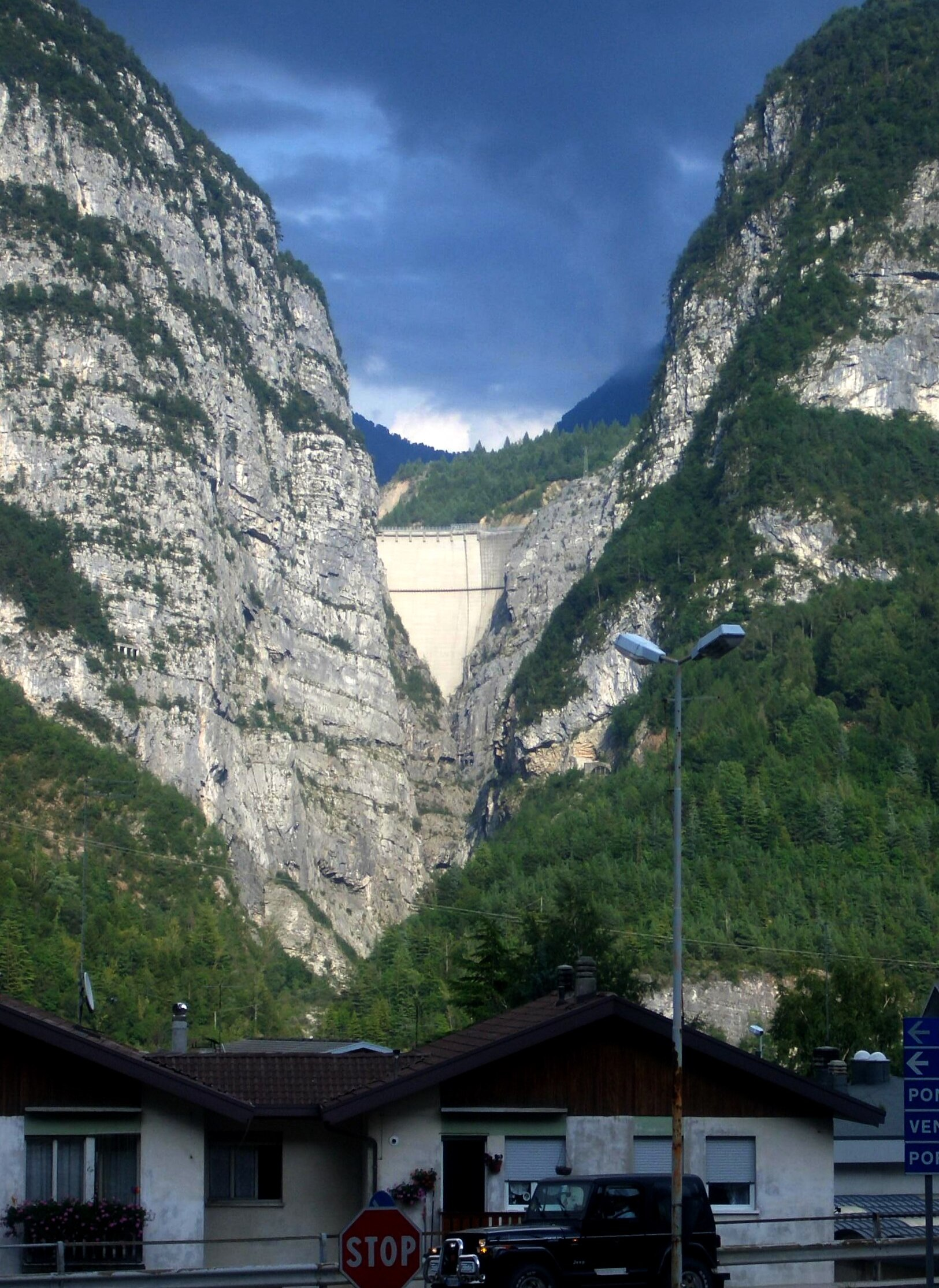
Гребля Вайонт, сучасний вигляд. З цього ракурсу видно верхні 60-70 м бетонної кладки греблі. При аварії 1963 р. шар переливу води доходив до верхньої частини фотографії.

46°16′02″ пн. ш. 12°19′44″ сх. д. / 46.26722° пн. ш. 12.32889° сх. д.
Гребля Вайонт — аркова бетонна гребля поруч з горою Монте Ток на річці  Вайонт, притоці річки  П'яве в провінції  Беллуно на півночі  Італії, побудована в 1961 р., в основному, для вироблення електроенергії (ГЕС Соверцене).

## Характеристики греблі
Гребля Вайонт має висоту 261,6 м, довжину по гребеню 190 м, ширину по підставі 23 м і ширину по гребеню, рівну 3,9 м, за що вважається однією з найбільш «витончених» гребель в світі.
За початковим проектом, утворене греблею водосховище повинно було мати обсяг 0,169 км ³, після катастрофи 1963 року не заповнено, значна частина первісного водойми заповнена матеріалом зсуву, що стався при аварії.

## Катастрофа 1963 року
Постійний зсув (місцями, до 30 см/добу) вдавалося зупиняти шляхом скидання води з греблі, рівень вод спадав і рух зупинялося. Гірничі інженери, які обстежили зсув, не врахували той важливий факт, що камінь в масі гірських порід був з прошарками глини, яка діяла як мастило і сприяла рухові.
Для прогнозування наслідків можливих катастроф, проводилося моделювання процесу обвалення, що виявило не небезпечні наслідки. Висота хвилі, при моделюванні була спрогнозована висотою в 20-25 м. Безпосередньо перед катастрофою, рівень води у водосховищі був скинутий на 25 метрів. Ніхто не турбувався про можливу небезпеку, всі були впевнені в передбачених результатах.
9 жовтня 1963 р. близько 22:35  за Гринвічем тут відбулася одна з найбільших аварій в історії гідротехнічного будівництва, що забрала життя, за різними оцінками, від 2 до 3 тисяч осіб. У чашу водосховища за 45 с обрушився величезний гірський масив довжиною 2 км, площею 2 км² і об'ємом близько 0,2-0,3 км³, який до цього перебував у стані незначної рухливості. Чаша водосховища виявилася заповненою гірською породою до висоти 175 м над рівнем води. Зсув викликав перелив води через гребінь греблі об'ємом понад 50 млн м³ шаром 150–250 м (за різними джерелами). Водяний вал, що пройшов зі швидкістю 8-12 м/с по нижчих територіях, мав висоту до 90 м. Крім людських жертв, було зруйновано кілька сіл і селищ, хоча з моменту виникнення зсуву до повного руйнування об'єктів в нижньому б'єфі пройшло всього 7 хвилин.
Основними причинами, послужили початку обвалу, вважаються:
- Підняття горизонту ґрунтових вод в долині, викликане будівництвом греблі;
- Тривалі дощі влітку 1963 року.

Гребля встояла, хоча і витримала навантаження, що в кілька разів перевищує розрахункове. На рівні гребеня було змито лише близько метра бетону.